# NGC 3231
NGC 3231 ist ein galaktischer Offener Sternhaufen im Sternbild Großer Bär. Das Objekt wurde am 3. April 1832 von John Herschel entdeckt.